# فينيسا فرليتو
فينيسا فرليتو Vanessa Ferlito (بالإنجليزية: Vanessa Ferlito)‏ ممثلة أمريكية من مواليد 28 ديسمبر 1980.

## روابط خارجية
- فينيسا فرليتو على موقع IMDb (الإنجليزية)
- فينيسا فرليتو على موقع ألو سيني (الفرنسية)
- فينيسا فرليتو على موقع أول موفي (الإنجليزية)
- فينيسا فرليتو على موقع قاعدة بيانات الأفلام السويدية (السويدية)
- فينيسا فرليتو على موقع إن إن دي بي (الإنجليزية)
- فينيسا فرليتو على موقع قاعدة بيانات الفيلم (الإنجليزية)
- فينيسا فرليتو على موقع كينوبويسك (الروسية)